# João Maria de Oliveira Martins
João Maria Leitão de Oliveira Martins GCC (Esposende, Esposende, 31 de outubro de 1934 - 30 de novembro de 2011) foi um político social-democrata português.

## Biografia
Licenciado em Engenharia civil pela Faculdade de Engenharia da Universidade do Porto, começou por ser engenheiro na Administração do Porto de Leixões em 1959, tendo assumido ao longo da sua vida funções de liderança em várias empresas portuguesas ligadas sobretudo aos sectores da construção, transportes e comunicações. Desempenhou ainda vários cargos públicos de elevada responsabilidade. A 24 de Janeiro de 1973 foi agraciado com a Grã-Cruz da Ordem Militar de Nosso Senhor Jesus Cristo. Foi 16.º Presidente Nacional do Conselho Directivo, cargo actualmente equivalente ao de Bastonário, da Ordem dos Engenheiros entre 2 de Abril e Novembro de 1985. Ocupou diversos cargos em governos portugueses.

## Funções governamentais exercidas
- X Governo Constitucional
  - Ministro das Obras Públicas, Transportes e Comunicações
- X Governo Constitucional
  - Ministro das Obras Públicas, Transportes e Comunicações